# Arie Pais
Aäron (Arie) Pais (Den Haag, 16 april 1930 – Amsterdam, 25 juni 2022) was een Nederlands politicus.

## Levensloop
Pais was van Joodse afkomst. In de oorlog deed hij een gymnasiumopleiding aan het Joods Lyceum te Amsterdam, vanaf 1942. Maar later tijdens de bezetting zat hij met zijn familie in Barneveld ondergedoken en overleefde op die manier de oorlog. Na de oorlog vervolgde Pais zijn gymnasium opleiding aan het Vossius Gymnasium te Amsterdam tussen 1945 en 1948. En studeerde daarna aan de Gemeentelijke Universiteit te Amsterdam, waar hij in 1954 afstudeerde en zijn doctoraalexamen behaalde in sociale economie. Na zijn studie was Pais aangesteld als onderzoeker bij deze universiteit en in 1973 promoveerde hij aan de Universiteit van Amsterdam in de economische wetenschappen.
Tot 1962 was hij lid van de PvdA. In 1977 werd hij evenwel als VVD-politicus de eerste naoorlogse liberale minister van Onderwijs. Pais volgde in dat jaar de PvdA'er Van Kemenade op en wijzigde diens plannen met betrekking tot de herstructurering van het wetenschappelijk onderwijs en de middenschool. Hij bracht in 1981 de Wet tweefasenstructuur wetenschappelijk onderwijs en de Wet op het basisonderwijs tot stand.
Pais was voor hij minister werd hoogleraar en gemeenteraadslid in Amsterdam. Na zijn ministerschap was hij een klein jaar Eerste Kamerlid en vervolgens vicepresident van de Europese Investeringsbank.
In 1993 ontving hij de Akademiepenning van de Koninklijke Akademie van Wetenschappen, samen met Joop Klant. In 2016 publiceerde hij zijn memoires onder de titel Omkijken, een logboek.
Hij was van 1970 tot zijn overlijden getrouwd met Eegje Schoo. Arie Pais overleed in 2022 op 92-jarige leeftijd.